# Призраци във Венеция
„Призраци във Венеция“ (на английски: A Haunting in Venice) е американски свръхестествен мистъри филм от 2022 г. на режисьора Кенет Брана по сценарий на Майкъл Грийн, базиран е на романа „Хелоуинско парти“, написан от Агата Кристи през 1969 г.
Филмът е продължение на „Смърт край Нил“ (2022) и е третият филм, в който Брана се превъплъщава в ролята на белгийския детектив Еркюл Поаро. Актьорският състав включва Кайл Алън, Камил Котин, Джейми Дорнън, Тина Фей, Джуд Хил, Али Кан, Ема Леърд, Кели Райли, Рикардо Скамарчо и Мишел Йео.
Филмът излиза по кината на 15 септември 2023 г. от „Туентиът Сенчъри Студиос“.

## Актьорски състав
- Кенет Брана – Еркюл Поаро
- Кайл Алън – Максим Жерар
- Камил Котин – Олга Семиноф
- Джейми Дорнан – доктор Лесли Фериер
- Тина Фей – Ариадне Оливър
- Джуд Хил – Леополд Фериер
- Али Кан – Никълъс Холанд
- Ема Леърд – Десдемона Холанд
- Кели Райли – Роуена Дрейк
- Рикардо Скармачо – Витале Форджилио
- Мишел Йео – Джойс Рейнолдс